# Postmortem: The Tribute to Slayer
Postmortem: The Tribute to Slayer è un disco tributo agli Slayer.

## Brani

### Disco 1
1. Dead Skin Mask - Dark Funeral
2. Angel Of Death - Monstrosity
3. Altar Of Sacrifice - Aurora Borealis
4. Necrophiliac - Sadistic Intent
5. Epidemic - From The Depths
6. Read Between The Lies - Infamy
7. Kililng Fields - Diabolic
8. Crypts Of Eternity - Coffin Zerts
9. The Final Command - Draconis
10. Die By The Sword - Evil Incarnate
11. At Dawn They Sleep - The Darkest Empire
12. Show No Mercy - Imprecation
13. Seasons In The Abyss - Zomnus

### Disco 2
1. Chemical Warfare - Perverscraph
2. Kill Again - Angel Corpse
3. Evil Has No Boundaries - Zanctorum
4. Post Mortem - Gate
5. Hardening Of The Arteries - Nocturne
6. Hell Awaits - Incantation
7. Fight Till Death - Black Witchery
8. Chronics - Abigor
9. Haunting The Chapel - Equinox
10. Metalstorm/Face The Slayer - The Chasm
11. Black Majic - Thy Infernal
12. Tormentor - Mystifier
13. Jesus Saves - Cephalic Carnage
14. Mandatory Suicide - Enter Zeli
15. Piece By Piece - Messe Noir